# Wahlkreis Richmond (Yorks)

Der Wahlkreis mit den Grenzen von 2007

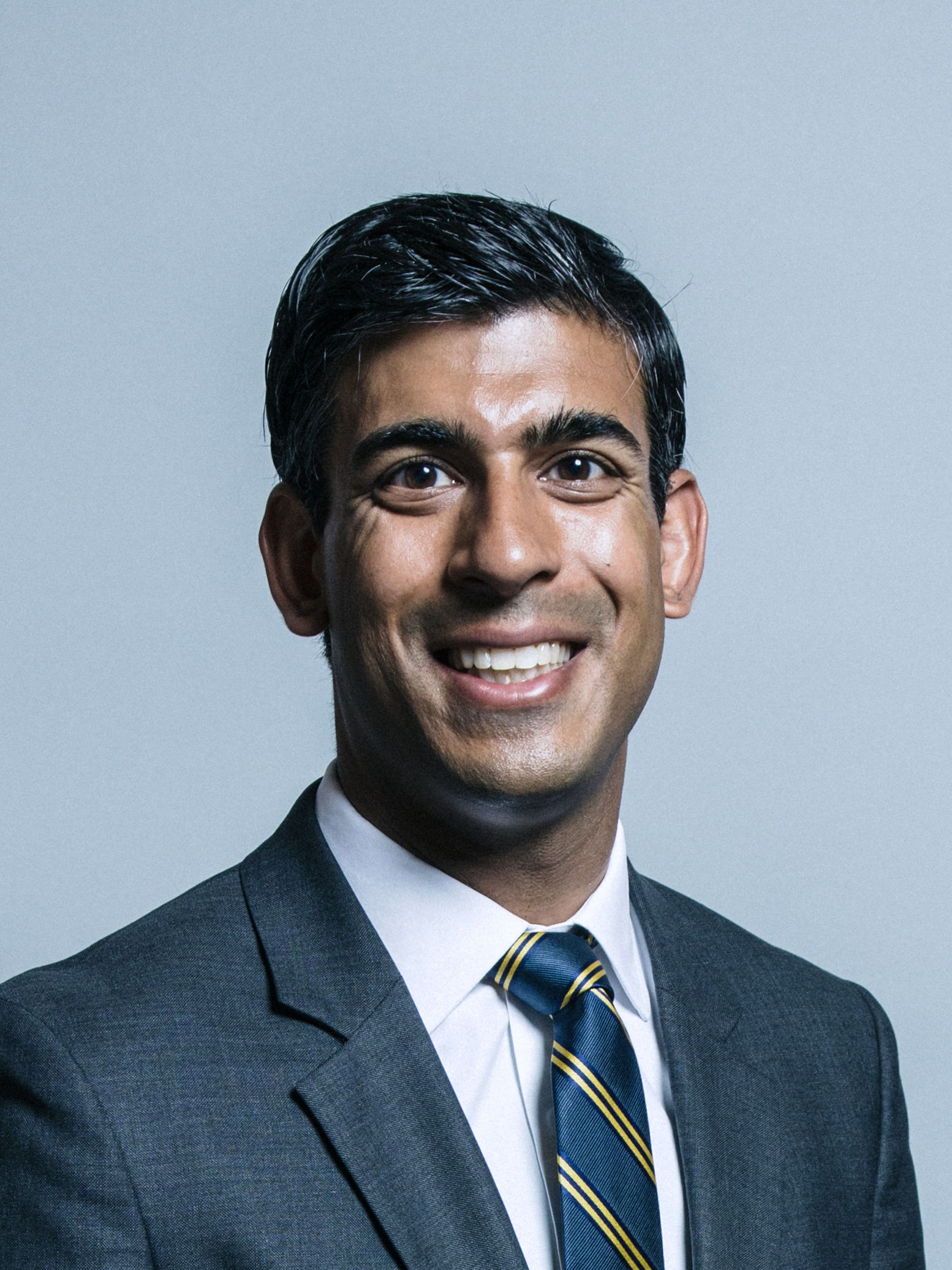
Rishi Sunak vertritt den Wahlkreis seit 2015

Richmond (Yorks) ist ein Wahlkreis für das britische Unterhaus in der Grafschaft North Yorkshire. Der Wahlkreis wurde 1885 in seiner heutigen Form geschaffen und deckt unter anderem die Ortschaften von Bedale, Catterick, Northallerton und Richmond ab. Er entsendet einen Abgeordneten ins Parlament.

## Geschichte
Der Wahlkreis wurde zwischen 1585 und 1868 von zwei Abgeordneten vertreten. Ab 1868 bis 1885 nur noch von einem. Seit 1910 wird Richmond (Yorks) ununterbrochen von Angehörigen der Konservativen Partei vertreten und kann daher als sicherer Wahlkreis angesehen werden.
Der Wahlkreis wies im April 2013 eine Arbeitslosigkeit von 1,7 % auf. Dieser Wert lag damit deutlich niedriger als der nationale Durchschnitt von 3,8 %.

### Bekannte Vertreter seit 1868
- Roundell Palmer, 1. Earl of Selborne (1812–1895), 1868–1872
- Thomas Dugdale, 1. Baron Crathorne (1897–1977), 1929–1959
- Leon Brittan (1939–2015), 1983–1989
- William Hague (* 1961), 1989–2015
Parteiführer der Konservativen (1997–2001), Außenminister (2010–2015)
- Rishi Sunak (* 1980), seit 2015
Schatzkanzler (2020–2022), Premierminister (2022–2024)